# Người Brasil gốc Bồ Đào Nha
Người Brasil gốc Bồ Đào Nha (tiếng Bồ Đào Nha: luso-brasileiros) là công dân Brasil có nguồn gốc hoàn toàn hoặc một phần ở người Bồ Đào Nha. Hầu hết những người Bồ Đào Nha đến từ nhiều thế kỷ ở Brasil đều tìm kiếm cơ hội kinh tế. Mặc dù có mặt kể từ khi bắt đầu thực dân, người Bồ Đào Nha bắt đầu di cư sang Brasil với số lượng lớn hơn và không có sự hỗ trợ của nhà nước trong thế kỷ 18.
Ngày nay, người Bồ Đào Nha tạo thành nhóm người nước ngoài lớn thứ 2 sống ở nước này (lớn nhất là người Bolivia), với khoảng 380.000 người nhập cư Bồ Đào Nha hiện đang sống ở Brasil. Theo luật pháp Bồ Đào Nha, bất kỳ người Brasil nào có ít nhất một cha mẹ hoặc ông bà Bồ Đào Nha đều đủ điều kiện để có được quốc tịch Bồ Đào Nha (với một số hạn chế, đặc biệt là đối với con cháu). 5 triệu người Brasil (2,5% dân số) thuộc nhóm này.

## Dân số nhập cư Bồ Đào Nha
| Di dân Bồ Đào Nha đến Brasil (1500-1991) Nguồn: (IBGE, Viện Địa lý và Thống kê) |                             |
| Giai đoạn                                                                       | Số người nhập cư Bồ Đào Nha |
| 1500-1700                                                                       | 100.000                     |
| 1701-1760                                                                       | 600.000                     |
| 1808-1817                                                                       | 24.000                      |
| 1827-1829                                                                       | 2.004                       |
| 1837-1841                                                                       | 629                         |
| 1856-1857                                                                       | 16.108                      |
| 1881-1900                                                                       | 316.204                     |
| 1901-1930                                                                       | 754.147                     |
| 1931-1950                                                                       | 148.699                     |
| 1951-1960                                                                       | 235.635                     |
| 1961-1967                                                                       | 54.767                      |
| 1981-1991                                                                       | 4.605                       |

## Ước tính
Đây là những người Brasil gốc Bồ Đào Nha. Ước tính 55 triệu người Brasil có nguồn gốc Bồ Đào Nha sau thời kỳ thuộc địa. Những con số này sẽ được đánh giá thấp, vì cũng có nhiều người Brasil có nguồn gốc Bồ Đào Nha trong thời kỳ thuộc địa, làm tăng cộng đồng người Bồ Đào Nha trong 80 triệu người ở Brasil.